# Santiago González Larraín
Santiago Fernando González Larraín (15 de mayo de 1956) es un ingeniero y político radical chileno, ministro de Estado de la presidenta Michelle Bachelet durante su primer gobierno.

## Biografía
Estudió ingeniería civil en Obras Civiles en la Universidad de Santiago de Chile (1977-1982). Posee un magíster en artes liberales de la Universidad Adolfo Ibáñez y un postítulo en administración de Empresas en la Pontificia Universidad Católica (PUC) y además un diplomado en programación y evaluación de proyectos de la Facultad de Economía y Negocios de la Universidad de Chile.
Se desempeñó como gerente de Administración y Finanzas de Eulogio Gordo y Cía., empresa contratista de obras civiles de ingeniería y desarrollos mineros de gran envergadura.
Fue miembro del directorio de la Empresa Nacional de Minería (Enami), durante el Gobierno del presidente Eduardo Frei Ruiz-Tagle entre los años 1994-1998 y, posteriormente, a partir de 2006, en el primero de Bachelet.
Entre 1997 y 1999 se desempeñó como gerente general de la Empresa Metropolitana de Obras Sanitarias (Emos).
Entre los años 2000 a 2007 ocupó el cargo de gerente general de la empresa estatal Polla Chilena de Beneficencia, firma de juegos de azar.
Asumió el 8 de enero de 2008 como ministro de Minería y en esta calidad ocupó los cargos de presidente del directorio de las empresas Codelco, Enap y Enami.
Una de sus principales tareas en el puesto fue mejorar el gobierno corporativo de Codelco, la cual es responsable de una gran cantidad de los recursos que maneja el fisco chileno cada año.
A mediados de 2015 asumió como rector de la Universidad Central de Chile.
Es hijo del exsenador radical, extimonel del partido y exrelator deportivo Carlos González Márquez, quien fuera intendente de Valparaíso durante el gobierno del socialista Salvador Allende. Está casado desde 1983 con María Loreto Lihn Merino, con la que ha tenido cuatro hijos: Carlos Andrés, Macarena Loreto, Tomás Ignacio y un cuarto.